# Proacrias xenodice
Proacrias xenodice is een vliesvleugelig insect uit de familie Eulophidae. De wetenschappelijke naam is voor het eerst geldig gepubliceerd in 1842 door Walker.